# Lehké opevnění vzor 37

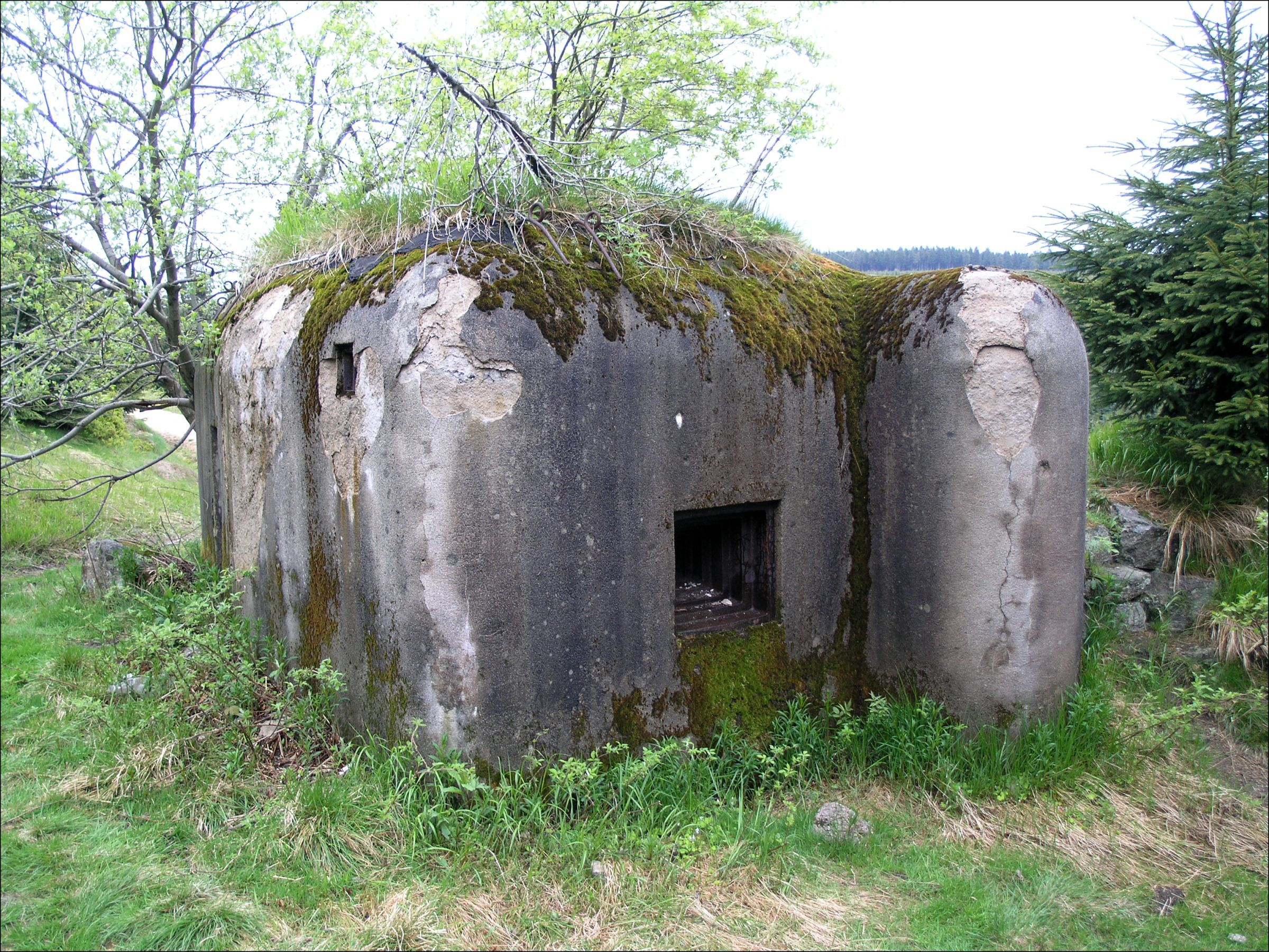
Lehký objekt vzor 37

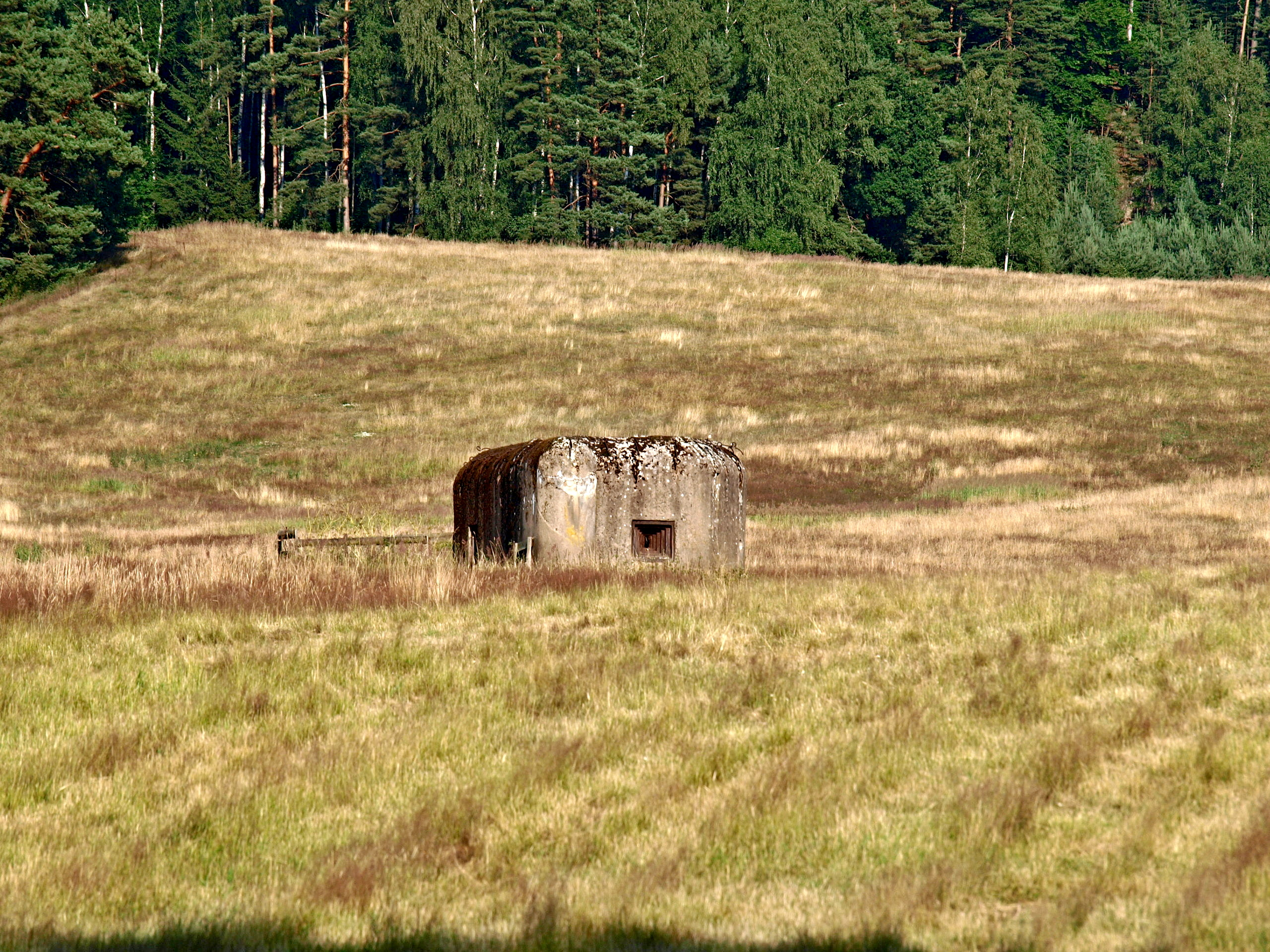
Lehký objekt vzor 37 pod Ralskem u Srního Potoka

Lehké opevnění vzor 37 (dobově lehké opevnění nového typu, lidově řopík) je železobetonová pevnůstka lehkého opevnění budovaného v rámci výstavby československého opevnění. Lidové označení „řopík“ vzniklo již v druhé polovině třicátých let podle zkratky ŘOP (Ředitelství opevňovacích prací). ŘOP výstavbu řídilo a zadávalo externím stavebním firmám.
Ve třicátých letech 20. století se na základě změněné politické situace v sousedním Německu tehdejší československá vláda rozhodovala o způsobu případné obrany republiky. V rámci velké modernizace armády bylo přistoupeno i k budování stálého pohraničního opevnění. Objekty o síle posádky v počtu jednotek mužů byly organizačně zahrnuty do tzv. lehkého opevnění. Zpočátku bylo budováno lehké opevnění vzor 36, jehož výstavba byla posléze zastavena a nahrazena dokonalejším lehkým opevněním vzor 37. Zemská vojenská velitelství, která řídila výstavbu objektů vzor 36, nahradil v případě objektů vzor 37 nově ustanovený orgán ŘOP.

## Výstavba
Československé předválečné opevnění bylo budováno především u německých, polských, maďarských a posléze i rakouských hranic. Zde buď doplňovalo těžké opevnění nebo bylo stavěno samostatně. Postupně byly budovány i vnitrozemské obranné linie, umožňující v případě nutnosti zpomalení a ztížení postupu nepřátelských sil v případě plánovaného ústupu armády na Slovensko. Mezi ně patří již z velké části dokončená obranná postavení nazývaná Liběchovská příčka, Pražská čára a Vltavská linie. Plánované byly další dvě ústupové příčky, a to přibližně na česko-moravském a moravsko-slovenském pomezí.
Během dvou let výstavby se podařilo dokončit téměř deset tisíc pevnůstek.
Po Mnichovské dohodě v září 1938 větší část vybudovaného opevnění zůstala na území odstoupených Sudet. Zde se většina z nich dochovala. Většina objektů opevnění ve vnitrozemí byla krátce po vzniku Protektorátu na příkaz německé okupační správy zničena, aby neposloužila případnému odboji. Opačná situace nastala na Slovensku, kde byly systematicky zlikvidovány objekty v maďarském záboru a zachovaly se pouze pevnůstky na území Slovenského štátu. Do dnešní doby se dochovalo několik tisíc pevnůstek rozesetých po zalesněných svazích pohraničních hor, ale i na rovinách Čech, jižní Moravy, Slezska i Slovenska.

### Řopíky ve vnitrozemí

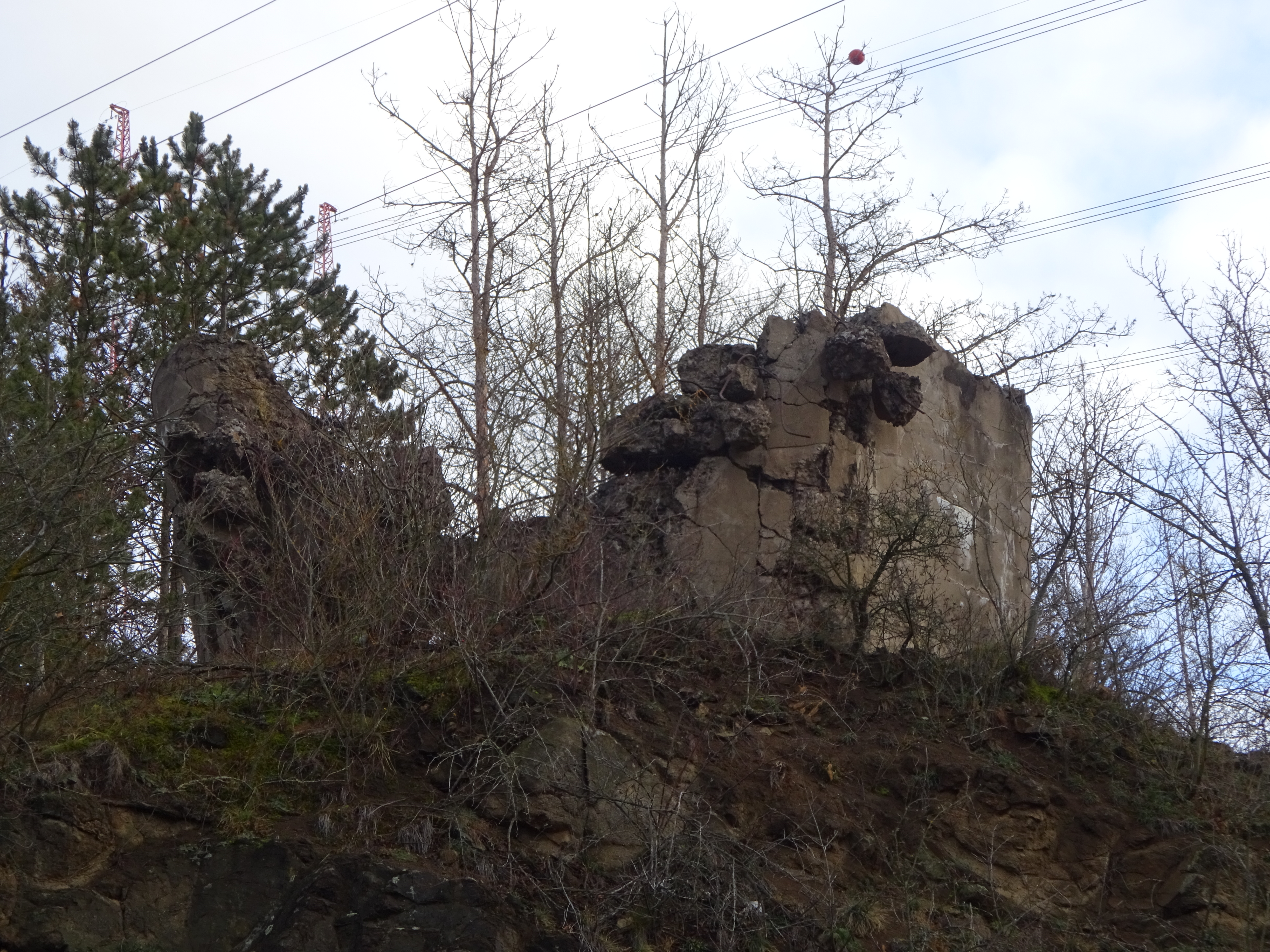
Explozí zničený LO vz. 37 typu E poblíž Lištice u Berouna

Opevnění vzniklo i v hlubokém vnitrozemí, kde byla v letech 1936 až 1938 vybudována 112 km dlouhá linie („Pražská čára“), obepínající ze západu obloukem hlavní město. Probíhala od Mělníka přes Velvary a Smečno k Nižboru, odtud po levém břehu Berounky k Zadní Třebani a dále přes Hřebeny u Mníšku až k Vltavě u Slap. Celkem zde bylo postaveno 830 betonových pevnůstek (77 objektů lehkého opevnění vz. 36 a 753 objektů vz. 37), z nichž naprostá většina byla již krátce po okupaci systematicky zničena výbušninami. Pouze 38 řopíků (zpravidla v zastavěných oblastech) bylo znehodnoceno zabetonováním. Několik z nich se v posledních letech podařilo obnovit (např. ve Smečně, v Sazené (atypický) či v Doksech).

## Popis objektu
Objekty vz. 37 byly projektovány jako miniaturizace těžkého pěchotního srubu, díky čemuž s ním mají shodné taktické vlastnosti a mnoho podobných stavebních prvků. Zbraně (1–2 lehké nebo těžké kulomety), byly osazeny v lafetách v ocelolitinových střílnách. Vstup byl opatřen mříží a jedněmi pancéřovými dveřmi (v pravém úhlu k mříži). V zalomeném meziprostoru, který znemožňoval přímý průnik případné tlakové vlny dovnitř do bunkru a zároveň přímé ostřelování pancéřových dveří (či vnitřku bunkru), byl vstup chráněn vchodovou střílnou.  K obraně nepostřelovaných částí týlu byl umístěn granátový skluz, jehož umístění záviselo na typu bunkru. Ruční ventilátor zajišťoval dodávku čerstvého vzduchu a chránil tak osádku v počtu 3 až 7 mužů před zadušením zplodinami vzniklými při střelbě. K pozorování a signalizaci byl určen jeden nebo dva periskopy ve stropu pevnůstky. Konstrukce objektu byla železobetonová o síle čelní stěny a stropu 80 nebo 120 cm (normální nebo zesílená modifikace). Ze strany nepřítele byla navíc pevnůstka opatřena kamennou rovnaninou a zemním záhozem, který objekt dále zodolňoval a maskoval. Díky všem opatřením odolával objekt vz. 37 zásahům střel ráže 105 mm v normálním, nebo 155 mm v zesíleném provedení.
Postupem času bylo vyprojektováno ve třech základních stupních odolnosti pět pěchotních typů, jejichž využitím mohl být přehrazen jakýkoliv terén bez nutnosti výstavby atypických řešení. Tyto typy byly opatřeny písmenným označením A – E. Každá z těchto základních variant pak měla modifikace lišící se stranovým uspořádáním, výškovým členěním, úhlem os střílen a sílou stěn a stropu. Tento systém zjednodušoval, zrychloval a zlevňoval výstavbu i díky možnosti využití typizovaného vnitřního zařízení.

### Typ A

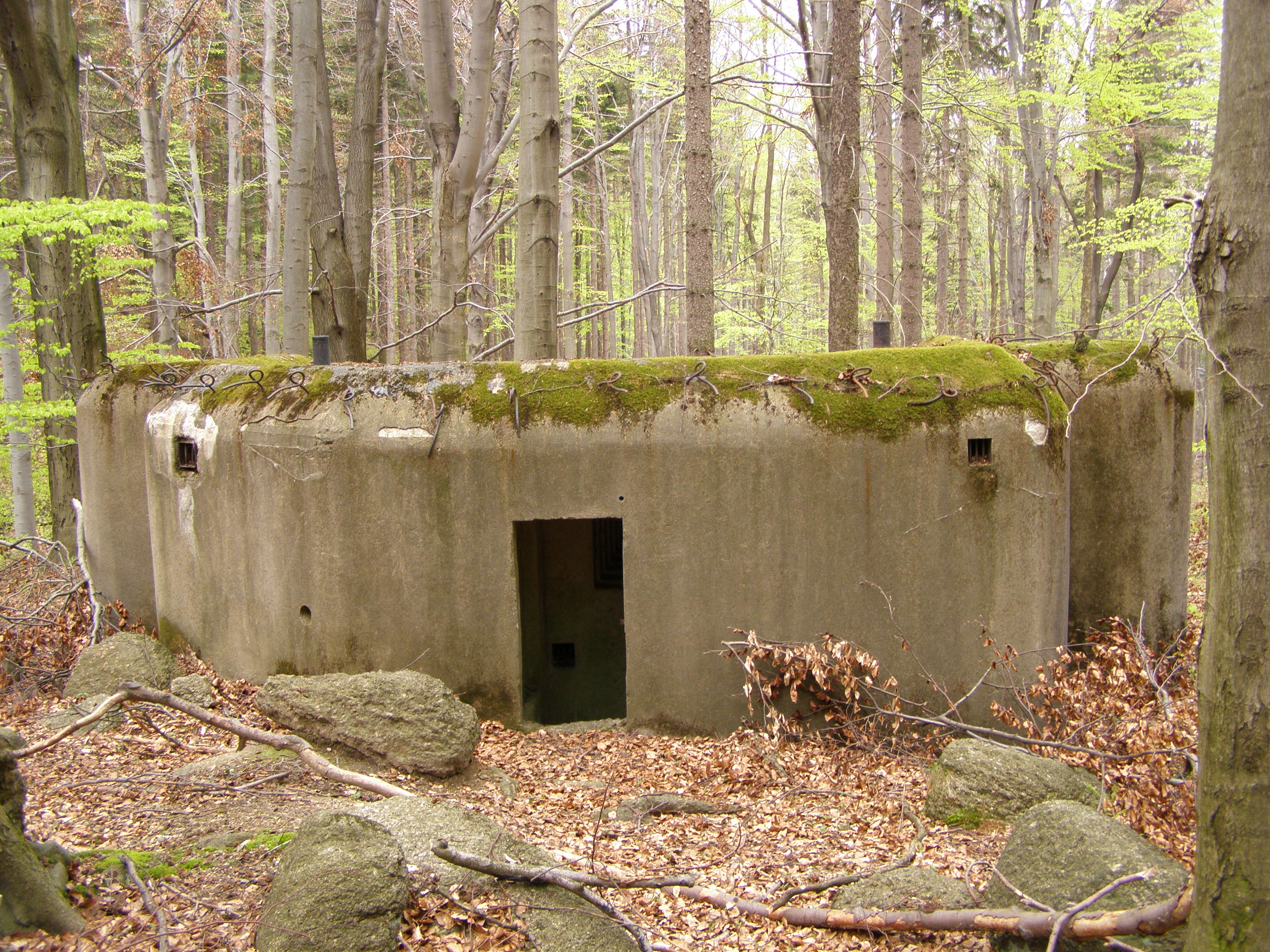
Lehký objekt vz. 37 typ A v Jizerských horách

Tento typ byl určen pro boční palby dvou kulometů ve střílnách, krytých z pohledu nepřítele charakteristickými uchy. „Uši“ měly za úkol znemožnit nepřátelskému vojákovi vyhnout se při přilnutí ke stěně vstupu do palebného vějíře střílny. Osádku mělo tvořit 7 mužů. Jedná se o nejrozšířenější typ lehkého objektu vzor 37 a o základní prvek obranné linie lehkého opevnění. Bylo budováno šest modifikací, lišících se úhlem rozevření os střílen a dle tohoto úhlu označovaných jako A-120, 140, 160, 180, 200 a 220 (číslo za pomlčkou vždy udává úhel os střílen ve stupních). Nejvíce rozšířenou modifikací byla A-160. Ve svažitém terénu byly často budovány objekty šikmé nebo lomené. V extrémně prudkém svahu pak byl jeden objekt A nahrazen dvojicí objektů D.
Typ A byl nejvíce rozšířenou verzí lehkého opevnění vz. 37. Jeho podíl byl celkem 85,2 % ze všech vybetonovaných objektů.

### Typ B

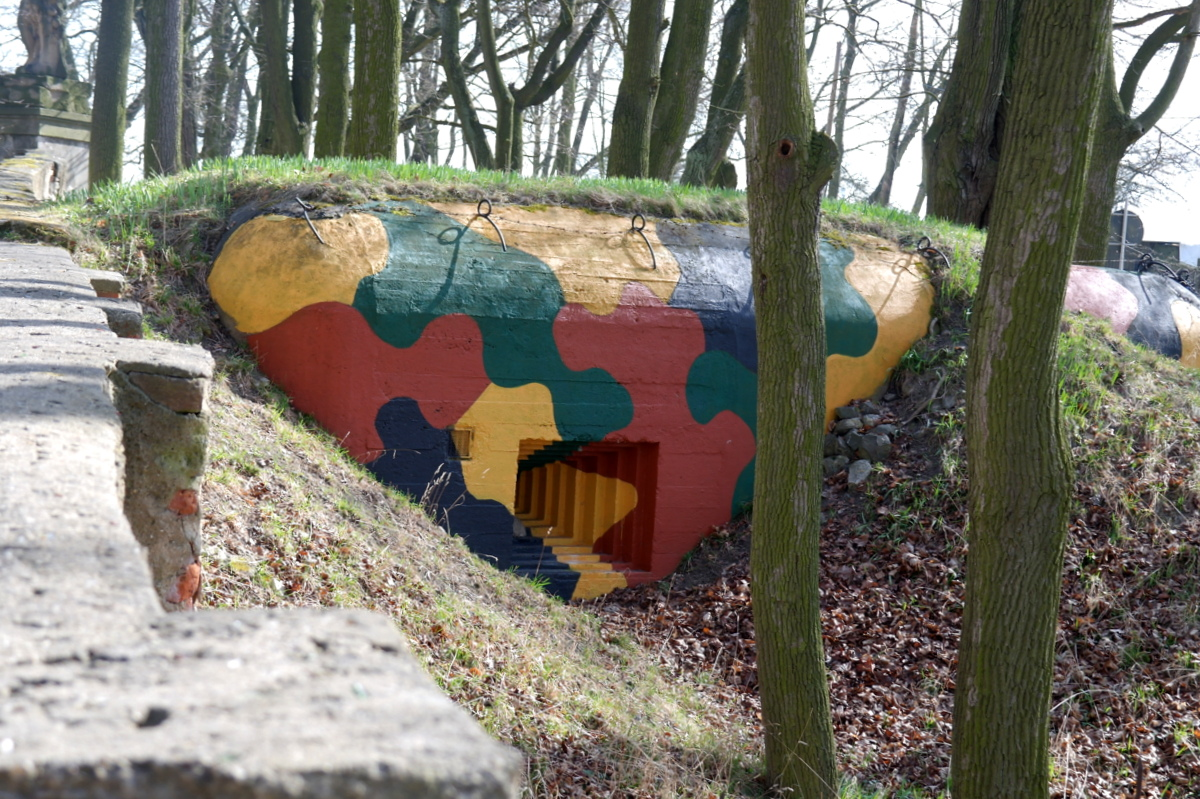
Lehký objekt vz. 37 typ B (čelní střílna) na Kladensku

Typ B je opatřen jednou boční střílnou ve stejném provedení jako typ A, druhá střelecká místnost je vybavena střílnou čelní. Příslušná strana objektu postrádá krycí ucho a v místě čelní střílny chybí i krycí zához. Osádku tvořilo sedm mužů, stejně jako u typu A. Varianty jsou B1 (při pohledu čelem k nepříteli je boční střílna vpravo) a B2 (vlevo). Podle úhlu sevření os střílen se dále rozlišovaly varianty B1(2)-80, 90 a 100. Objekt byl používán při nutnosti palebného vykrytí hluchých míst vzniklých nevhodnou konfigurací terénu nebo v ohybech linie, časté je situování tohoto objektu v případě uzávěry údolí či cesty. U později budovaných úseků byly objekty typu B často umísťovány do druhého sledu a natočeny tak že oběma střílnami vedly kosou palbu do předpolí a kryly tak z týlu objekty v prvním sledu. Lomené či šikmé varianty byly budovány, ale jsou velmi vzácné.
Typ B zabíral asi 6,2% podíl ze všech vybudovaných objektů vz. 37 na území tehdejšího Československa. Nejčastěji se používal v oblasti IV. sboru (severní Morava a Slezsko), kde představuje 16,3 % objektů.

### Typ C

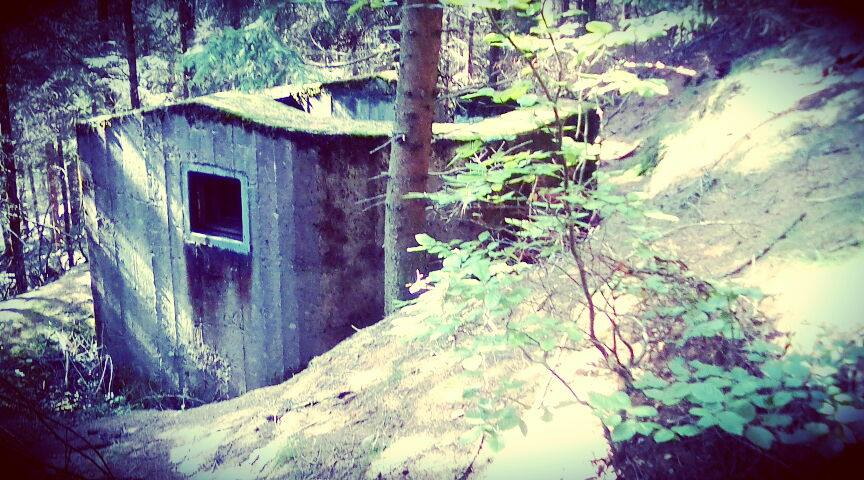
Lehký objekt vz. 37 typ C pod Švédským vrchem v Jestřebích horách

Jednoduché kulometné hnízdo pro jeden čelně střílející kulomet a jeho dvoučlennou obsluhu. Určený pro krytí hluchých míst ve členitém terénu. Byl budován v nižší odolnosti než ostatní typy. Díky velké zranitelnosti neměl být využíván v prvních sledech. Uvnitř mělo být pouze nejnutnější vybavení, chyběl například periskop a ventilace. Rovněž chyběla jakákoliv uzávěra vstupu včetně vchodové střílny, interiér chránila před palbou zvenčí jen zalomená vstupní chodbička. Původně měly tyto objekty být vybaveny střechou pouze z vlnitého plechu, avšak velká část jich byla při výstavbě opatřena střechou železobetonovou. V některých případech byl také objekt doplněn předsíňkou. Budovaly se dvě zrcadlově obrácené varianty, označované jako C1 a C2.
Typ C tvořil v roce 1938 asi 1 % ze všech vybetonovaných objektů vz. 37. V některých oblastech se nepoužíval vůbec, ale naproti tomu v oblasti III. sboru (jižní Morava) představuje 7,3 % objektů. Celkově se ale stavěl nejméně ze všech objektů určených ke kulometné střelbě a v pozdějším období byl pro čelní palbu téměř vždy stavěn typ E.
Zvláštní kapitolou je objekt C-180, vyskytující se v pěti exemplářích v prostoru Vranovské přehrady. Jedná o palebný objekt určený pro těžký kulomet vz. 24 na polním podstavci. Místo pancéřové střílny má půlkruhový průzor, což umožňuje dosažení palebného vějíře 180 stupňů, ale za cenu snížené odolnosti.

### Typ D

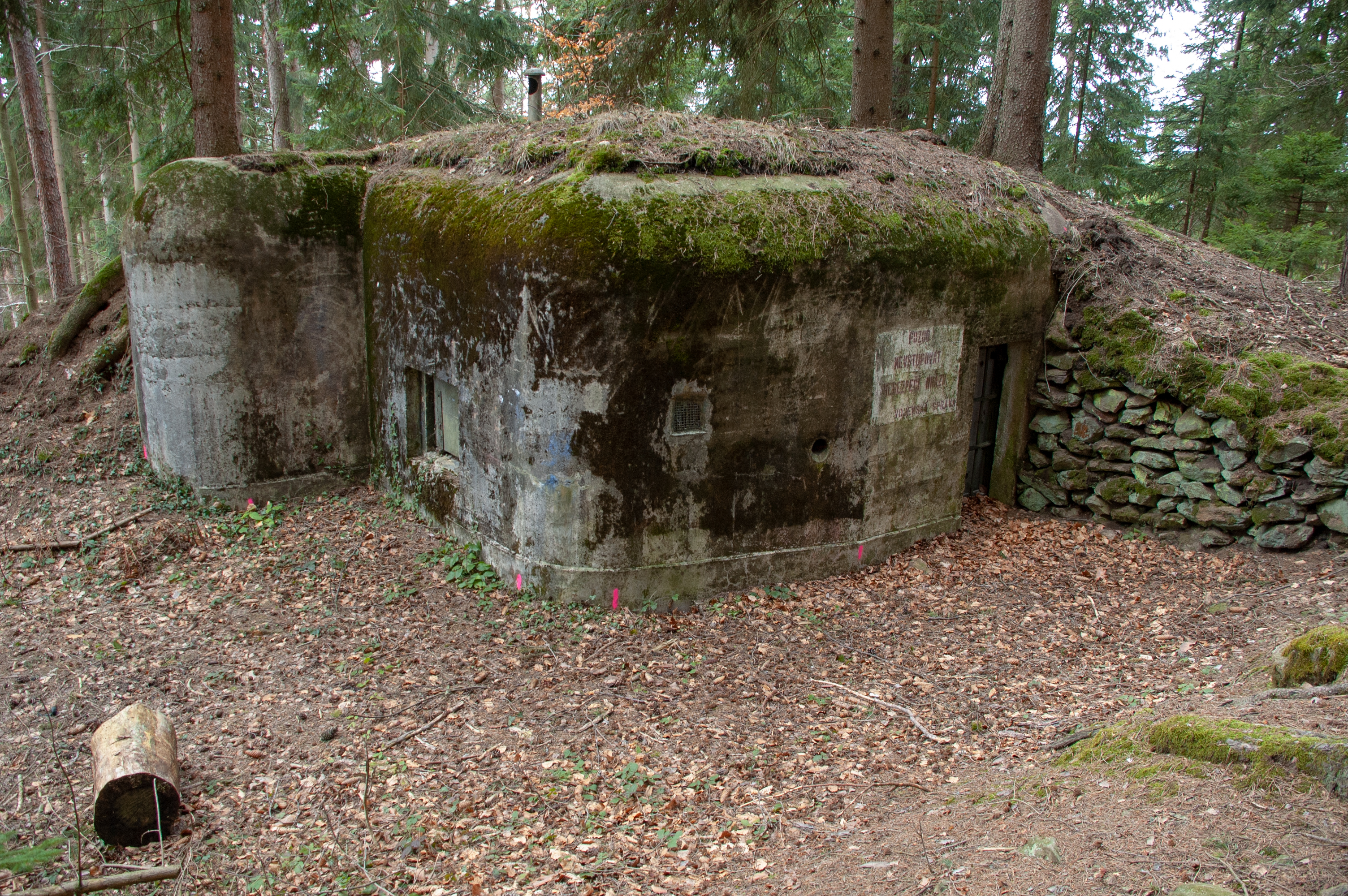
Lehký objekt vz. 37 typ D u Prachatic

Jedná se o jednostranný objekt se střílnou pro boční palbu. V mnoha případech byl ale navržen pro palbu kosou, nebo i čelní. Zjednodušeně řečeno jde o polovinu objektu typu A. Podle orientace rozlišujeme typ D1 (střílna vpravo) a typ D2 (vlevo). Objekty tohoto typu byly využívány při posílení paleb v jednom směru, na koncích linie anebo dvojice objektů typu D jako náhrada za objekt typu A v nevhodném terénu (prudký svah nebo tam, kde linii křížil násep silnice nebo železnice). Posádka byla tvořena čtyřmi muži.
Tento typ objektu zaujímal 4,6% podíl ze všech vystavěných řopíků.

### Typ E

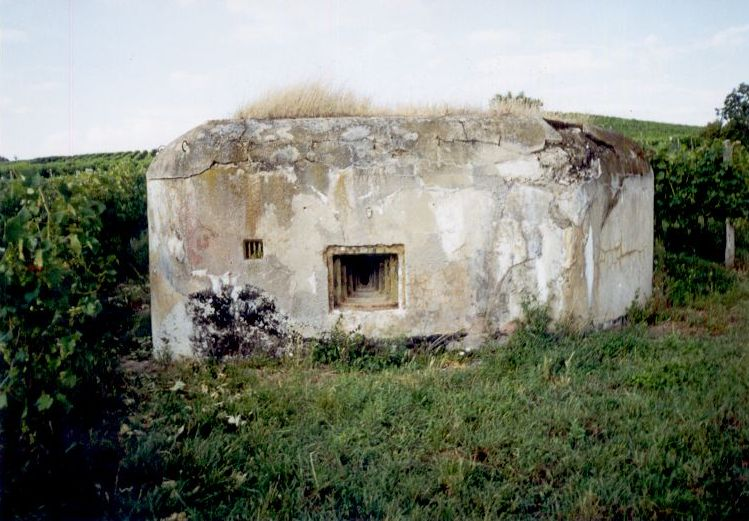
Lehký objekt vz. 37 typ E na Břeclavsku

Tento typ byl objektem určeným pro čelní palby, stejně jako zjednodušený typ C. Na rozdíl od něj se však jedná z hlediska odolnosti a vybavení o plnohodnotný objekt. Vyskytuje se v obou odolnostech (normální i zesílené) a ve dvou zrcadlově obrácených modifikacích. E1 (na obrázku) má vstupní chodbu zalomenou doprava a E2 doleva. Osádku tvořili čtyři muži. Používaly se zde zejména těžké kulomety vz. 35 a vz. 37.
Typ E představuje 2,9 % vybetonovaných vybudovaných objektů vz. 37.

### Typy F, G, H
Těmito písmeny byly označeny dělostřelecké objekty lehkého opevnění vzor 37. Všechny měly být určeny pro běžný 3,7 cm protitankový kanón (KPÚV - kanón proti útočné vozbě). První dva typy měly být obdobné typům D a E, tedy typ F pro boční palbu a typ G pro čelní palbu. Vybudován byl jen jediný objekt typu G u Malých Hoštic na Opavsku.
Typ H měl být pouze úkrytem pro kanón a jeho obsluhu. Byl rozdělen na tři místnosti: garáž pro kanón, úkryt obsluhy a sklad munice. Zvláštností je, že výška interiéru byla pouze 140 cm. Celý objekt byl ukryt pod úrovní terénu, v době míru byly vchody zazděny cihelnými příčkami a objekt zahrnut zeminou. V případě mobilizace měl být napojen na zákopový systém a v jeho blízkosti vybudováno polní postavení pro kanón. Postaven byl jen jediný objekt typu H v bratislavské Petržalce.
Na rozdíl od běžných řopíků nešlo o příliš vydařené konstrukce – chyběla například střílna na obranu vchodu, pancéřové dveře, ventilace i periskop – čehož si bylo i samo ŘOP vědomo, a proto nebyly tyto objekty až na výjimky vůbec realizovány a pracovalo se na projektování náhrady.

### Typy K1-4
Tento typ měl být perspektivní náhradou nedokonalých konstrukcí F a G. Půdorysně měly objekty tvar kosočtverce, s odolností vždy na úrovni zesílených řopíků. Vstup měl být podobně jako u klasických řopíků zalomený, krytý mříží a pancéřovými dveřmi a bráněný běžnou vchodovou střílnou. Z vnějšku byl navíc stíněn krakorcem. Oproti objektům F a G měly být objekty K vybaveny ručním ventilátorem a periskopem jako běžné řopíky. Střílna kanónu byla provedena pouze z betonu, ale vždy důsledně přizpůsobena potřebnému palebnému vějíři, což umožnilo minimalizovat její rozměry a tím nebezpečí zásahu. Proto se objekty kromě základních variant 1-4 pro boční a čelní palby měly dělit ještě podle provedení střílny. Vyjma jediného pokusného objektu na cvičišti Milovice (na jeho údajném místě je dnes skládka) nebyl vybudován ani jediný.

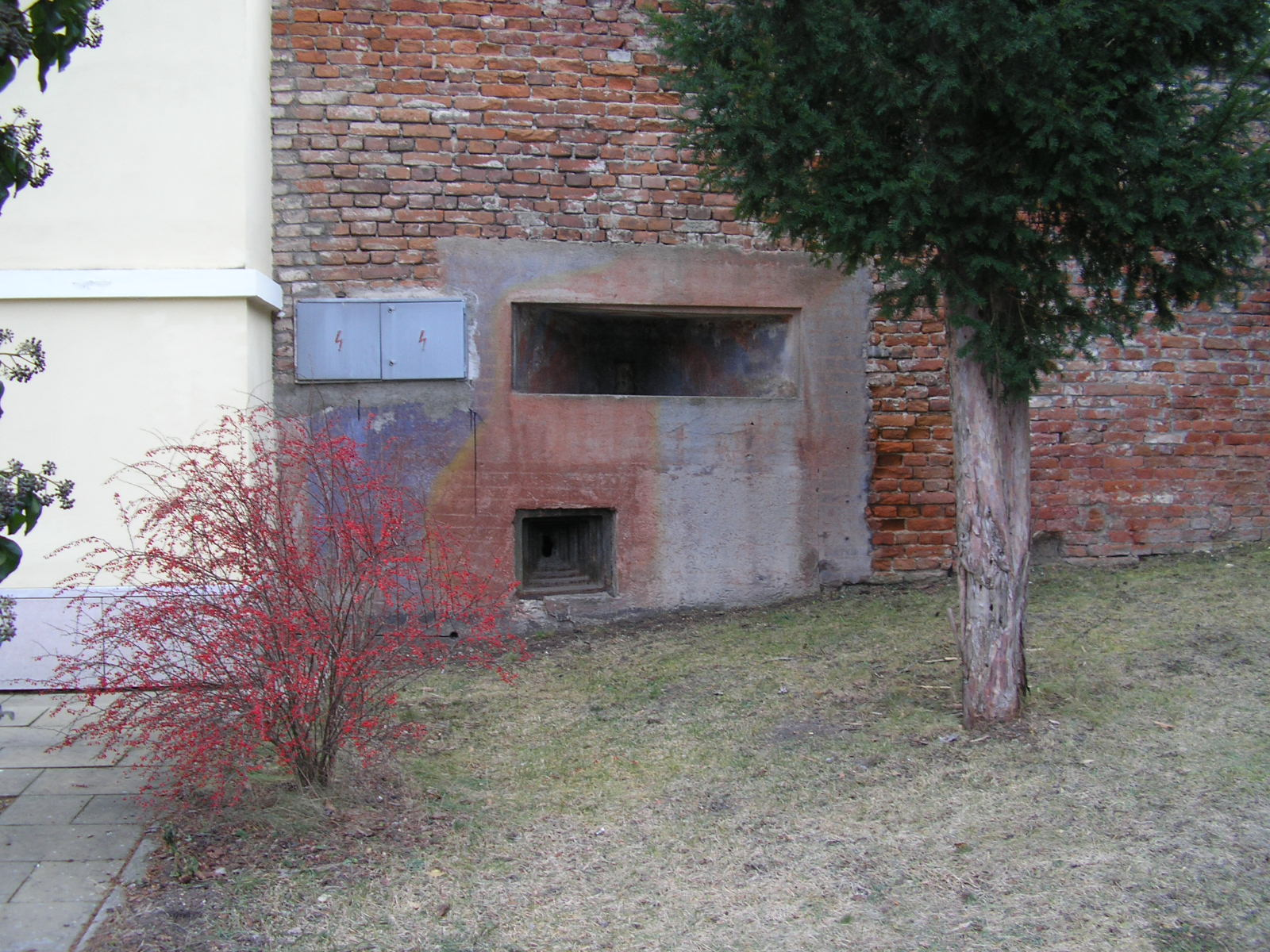
Jeden z atypů - přistavěné LO vz. 37A-160N do náspu Hraničního zámku v Hlohovci

### Atypické objekty
Když projektanti nemohli do terénu vložit některý z výše uvedených typů, museli navrhnout více či méně atypickou verzi, která ale ve většině případů z některého typu vychází. Příklady atypických objektů:
- Objekt typu A vestavěný do nájezdové rampy Hraničního zámku v Hlohovci v okrese Břeclav. Tento objekt byl v dubnu 2007 zlikvidován.[10]
- Objekt A4/51/A-200 zabudovaný do náspu silnice Bratronice-Dolní Bezděkov. Násep silnice tu kříží linii opevnění, ovšem místo obvyklejšího řešení použití dvou objektů D, stojících po obou stranách silnice, se tu projektanti rozhodli zabudovat přímo pod silnici objekt A, prodloužený o šestimetrovou místnost. Dnes je objekt rekonstruován a slouží jako muzeum.[11]
- Objekt B-7/13/D2 – typový objekt D2, který byl ale vzhledem k poloze pod prudkým srázem a nebezpečí zasypání vchodu doplněn dlouhou přístupovou chodbičkou.
- Na západní hranici Slovenska u řeky Moravy stojí několik atypických dvoupatrových řopíků.